# Hotman
Hotman (ホットマン?, Hottoman) è un manga di Shō Kitagawa pubblicato sulla rivista Weekly Young Jump dalla Shūeisha dal 1994 al 1997. A seguito del successo avuto ne è stata fatta una trasposizione live action in un dorama comprendente due stagioni, rispettivamente di 11 e 12 puntate, trasmesso da TBS tra il 2003 e il 2004.

## Prima stagione

### Trama
Protagonista della storia è un insegnante di scuola d'arte che deve prendersi cura da solo della figlioletta di cinque anni, la quale non ha mai conosciuto la madre; vive assieme agli altri quattro suoi fratellastri, ognuno dei quali risulta avere genitori differenti. La figlia minore di Enzo soffre di una grave forma di dermatite, che la obbliga ad osservare una rigorosissima dieta, così da permetterle di alleviare un po' la sua condizione di disagio e sofferenza.
L'uomo è così impegnato a seguir la bambina, preoccupandosi sempre al massimo per il suo bene, che non sembra proprio trovar il tempo per pensar anche un po' a se stesso; un bel momento però Enzo si ritrova irrimediabilmente attratto da Misuzu, una dottoressa che lavora alla stessa scuola dove insegna anche lui.
Enza continua a perseguire con passione il bene della sua bambina, in qualità di membro più debole e bisognoso della sua numerosa quanto davvero insolita famiglia; la vicenda segue con passione le scelte dell'uomo nel suo tentativo disperato di conciliare l'unità familiare con i suoi sentimenti particolari nei confronti della collega, oltre che gl'inevitabili problemi lavorativi.

### Interpreti e personaggi
- Enzo Furiya - Takashi Sorimachi
- Misuzu Kaneko - Akiko Yada
- Shima Furiya - Manami Konishi
- Hinata Furiya - Yui Ichikawa
- Haiji Furiya - Shota Saito
- Ryunosuke Furiya - Keita Saito
- Nanami Furiya - Nana Yamauchi
- Toki Okuma - Motoki Fukami
- Sonoko Fujita - Yoko Kuga
- Kurotani Tomoka - Yukimi Sakamoto
- Satsuki Akikawa - Erika Sawajiri
- Masato Fujita - Norihisa Hiranuma
- Tatsuko Mama - Yuko Yamamoto
- Padre di Enzo - Raita Ryu
- Shinshou Nakamaru (il padre dei gemelli)
- Waki Tomohiro
- Jun Natsukawa
- Yusuke Kamiji

## Seconda stagione

### Trama
La seconda stagione ha inizio con diversi membri della famiglia separati che poi s'incontrano nuovamente decidendo di tornare a vivere tutti assieme. Enzo si è appena fatto trasferire in una scuola elementare di una piccola cittadina di provincia in riva al mare, nella speranza che il luogo salubre e ventilato possa migliorare la grave forma allergica di cui soffre la figlioletta.
Nel frattempo la sorella maggiore Shima ha aperto un'attività commerciale, un negozietto che vende prodotti alimentari biologici; Hinata ha trovato lavoro come infermiera, mentre Haiji e Ryounosuke hanno cominciato a mettersi in proprio. Enzo però si rende conto che Shima è sempre più turbata ogni qual volta torna a trovarli: va a Tokyo per informarsi su cosa vi sia che non va e viene a sapere che la casa della ragazza è in vendita e il suo negozio d'alimentari è fallito.
Dovrà allora tornare ad occuparsi anche della figlia maggiore, cercando una maniera per poter tornare a vivere riuniti tutti assieme.

### Interpreti e personaggi
- Enzo Furiya - Takashi Sorimachi
- Shima Furiya - Misaki Itō
- Ayame Ootsuki - Miho Shiraishi
- Hinata Furiya - Yui Ichikawa
- Haiji Furiya - Shota Saito
- Ryunosuke Furiya - Keita Saito
- Nanami Furiya - Nana Yamauchi
- Kimiko Mizusawa - Hitomi Takahashi
- Rumiko Chiba - Asami Abe
- Yuko Moriya - Nami Ishibashi
- Kenta Tsuruta - Jirō Satō
- Junichiro Aonuma - Toshiya Tohyama
- Osamu Ikegami - Makidai
- Ichigo Mizusawa - Karen Miyama
- Mama Tatsuko - Yuko Yamamoto
- Masato Fujita - Norihisa Hiranuma
- Ryoichi Ogura - Ryotaro Konishi
- Kazue Hidaka - Mahiru Konno
- Odagiri - Satoshi Matsuda
- Touki Okuma - Motoki Fukami
- Yukimi Sakamoto - Tomoka Kurotani
- Momosuke Mizutani